# Alistair Brownlee
Alistair Brownlee (* 23. dubna 1988, Dewsbury) je britský triatlonista, úřadující olympijský vítěz. Jeho mladší bratr Jonathan Brownlee se také věnuje triatlonu, je mistrem světa z roku 2012.
První úspěch v kariéře mu přinesl rok 2006, kdy se stal juniorským mistrem světa v triatlonu a získal stříbro v duatlonu. Na olympiádě 2008 skončil na dvanáctém místě. Dvakrát vyhrál celkové pořadí mistrovství světa v triatlonu mezi jednotlivci (2009, 2011) a dvakrát v soutěži družstev (2011, 2014). Na domácí olympiádě v Londýně 2012 získal zlato v čase 1:46,25. Je také trojnásobným mistrem Evropy a vítězem Her Commonwealthu v soutěži jednotlivců i se smíšeným družstvem Anglie. Kromě triatlonu závodí také v krosu.
Je absolventem University of Leeds. V roce 2013 mu byl udělen Řád britského impéria.
Na olympiádě 2016 v Rio de Janeiro se stal prvním triatlonistou, který dokázal obhájit olympijské prvenství. O šest sekund za ním skončil Jonathan Brownlee: bylo to poprvé od roku 1960, kdy dva bratři obsadili první dvě místa v nějaké olympijské soutěži.